# XXII. Armeekorps
XXII. Armeekorps var en tysk armékår under andra världskriget. Kåren sattes upp den 26 augusti 1939.

## Invasionen av Polen 1939

### Organisation
Armékårens organisation den 2 november 1939:
- 30. Infanterie-Division
- 56. Infanterie-Division
- 254. Infanterie-Division

## Befälhavare
Kårens befälhavare: